# Аваби Мухаммад Акташи аль-Эндирави
Аваби Мухаммад Акташи аль-Эндирави (кум. Мугьаммат Аваби Акъташлы Эндирейли); сер. XVI века, Эндирей, Эндиреевское княжество, Тарковское Шамхальство — сер. XVII века, Тарковское Шамхальство) — кумыкский историк, ученый и летописец XVII века, автор письменного памятника «Дербенд-наме».

## Биография
Родился в середине XVI века в селении Эндирей Засулакской Кумыкии.
Личность Мухаммада Аваби Акташи малоизучена. Сведения о нём почти исчерпываются сообщением в предисловии к «Дербенд-наме». Говоря о личности Мухаммада Аваби Акташи, В. Ф. Минорский отмечает его симпатии, которые дают возможность говорить о его социальной принадлежности.
Аваби аль Эндирави продолжил и развил традиции кумыкского (тюркского) летописания. По предложению Чопан-Бека, одного из представителей рода шамхалов, Аваби, изучив и обобщив все доступные ему средневековые мусульманские источники, создал оригинальное историческое сочинение, известное под названием «Дербенд-наме», представленное в востоковедческой литературе под названием «Румянцевский список». Рукопись Румянцевского списка переписана на азербайджанском языке в 1815—1816 годах, и содержит 22 листа. «Румянцевский список» особенно ценен тем, что содержит предисловие автора-составителя, где сообщается его имя и другие данные, важные для решения проблемы атрибуции «Дербенд-наме».
Наибольший вклад в изучение памятника в российской историографии составляют работы А. К. Казембека, В. В. Бартольда, дагестанских исследователей М.-С. Саидова и А. Р. Шихсаидова, последние открытия Г. М. Оразаева.

В. В. Бартольд высоко ценил данную работу. В статье "К вопросу о происхождении «Дербенд-наме» он пишет:
«Румянцевским списком окончательно установлено, что имя автора было Мухаммад Аваби Акташи.., а не Акраси или Акраши, как писали Кантемир (Akraszi), Байер и первоначально Клапрот. Правильное чтение (Ak-thachi) находится в работе Клапрота, напечатанной в 1829 году в „Journal asiatique“; Клапроту было известно, что Акташ — название речки, на которой построен город Новый Эндери (в Терской области), где жил Мухаммед Аваби… Более важно, что книга была составлена не для завоевателя Гирей-хана (у Д. Кантемира — Gieraj Charms), в котором видели хана крымского, а для местного хана Чобан-бека, сына Шамхала, потомка умершего Гирей-хана, тоже принадлежавшего к числу дагестанских правителей».
Таким образом, В. В. Бартольд считает «очень вероятным», что труд Мухаммада Аваби Акташи был написан по поручению местного дагестанского князя Чупан-бека в XVII веке..

## Авторство Дербент-наме
Проблема атрибуции «Дербенд-наме» интересовала почти всех исследователей сочинения ещё с начала XVIII века. Большинство из них склоняется к мысли, что «Дербенд-наме» вышло из-под пера Мухаммада Аваби из Эндирея, расположенного на р. Акташ. Об этом писали ещё в 1727 году Г. З. Байер в своем трактате «О Кавказской стене» и Г. Ю. Клапрот в 1829 году. М.Алиханов-Аварский подтверждает сведения Байера и Клапрота относительно автора «Дербенд-наме», исходя из другого, независимого источника. В письме, полученном им из Дербента от генерала Б. А. Араблинского, говорилось, что, по сведениям дербентских ученых мулл, «Дербенд-наме» составлено жителем селения Эндирей Мухаммадом Аваби.